# Mokra kemija
Mokra kemija je področje kemije, ki se ukvarja s kemijskimi spremembami v tekoči fazi. Mokra kemija se uporablja pretežno v kvalitativni in kvantitativni kemijski analizi za analizo vzorcev z različnimi analitskimi tehnikami. Med laboratorijsko opremo, ki se uporablja v mokri kemiji sodi različna laboratorijska steklovina (bučke, čaše, pipete), za kvantitativno kemijsko analizo pa se po navadi ne uporablja tehnološko dovršenih instrumentov (plinski in tekočinski kromatografi, spektrometri). Osnov mokre kemije se po navadi učenci priučijo pri pouku kemije v osnovnih in srednjih šolah.
Z laboratorijem za mokro kemijo je bila opremljena tudi Nasina sonda Phoenix, ki je raziskovala površje Marsa. Phoenix je bil opremljen s štirimi enakimi celicami za enkratno uporabo, sestavljenih iz spodnje komore s senzorji (ionsko selektivne elektrode za Ca2+, Mg2+, K+, Na+, NH4+, Cl-, Br-, I-, NO3-, ClO4- in SO42-) in gornje komore za pripravo vzorcev. Junija 2008 je Phoenix opravil prvo analizo prsti na drugem planetu, kjer je določil vodotopne komponente prsti.

## Uporaba
Tehnike v mokri kemiji se lahko uporabljajo za kvalitativno kemijsko analizo, kot je npr. sprememba barve pri kolorimetriji, pogosto pa so vključene pri bolj kvantitativnih tehnikah, kot so gravimetrija in titrimetrija. S tehnikami mokre kemije se pogosto določa:
- pH raztopin
- koncentracija
- prevodnost raztopin
- točka meglišča raztopin neionskih površinsko aktivnih snovi (surfaktantov)
- kemijska trdota vode
- količina raztopljene trdne snovi
- slanost
- relativna gostota in gostota
- motnost
- viskoznost
- vsebnost vlage (Karl-Fischerjeva titracija).

Mokra kemija se pogosto uporablja v okoljski kemiji za določanje:
- biokemijskih in kemijskih potreb po kisiku
- evtrofikacije
- površinskih prevlek
- elementno analizo vzorcev (npr. vodovedne vode), kjer se določajo kloridi, krom, cianidi, fluoridi, nitrati, fenoli, fosfati, sulfati in sulfidi.